# Bitch Boys
Bitch Boys var ett svenskt punkband från Stockholm som bildades 1978. De splittrades 1981 efter en mängd låtar. De återförenades igen 1994 och spelade in alla gamla låtar på nytt på ett samlingsalbum som heter Vi är trötta på att vara bäst. Namnet på bandet är en travesti på Beach Boys. Bitch Boys består nu av: Frobbe Froman, sång. Henrik Silfverhjelm, gitarr. Peter Ericson, bas. Johan Christiansson, trummor. Bandet kommer att fortsätta turnera och spela in med denna sättning. Ny singel och video släpps 25 november 2021. 
LP:n Continental och singeln Die Bahnhof Café gjordes av ett delvis nytt Bitch Boys med Peter Eriksson (Pierre LaCroix), som enda originalmedlem, på bas, Michael Thimrén (Henri Michel) på gitarr, Ulf Erlandsson på trummor samt Max Lorentz på leadsång och syntar.

## Diskografi
- 1979 - Häftig fredag (EP)
- 1979 - Hela mitt liv (Singel)
- 1980 - Jag trivs (Singel)
- 1980 - H-Son Produktion (LP)
- 1981 - Á capella schumacher (EP)
- 1981 - Die Bahnhof café (Singel)
- 1981 - Continental (LP)
- 1994 - Vi är trötta på att vara bäst (CD)
- 2015 - Revanschen (EP)